# Le Mystère Fulcanelli
 (juillet 2017).
Si vous disposez d'ouvrages ou d'articles de référence ou si vous connaissez des sites web de qualité traitant du thème abordé ici, merci de compléter l'article en donnant les références utiles à sa vérifiabilité et en les liant à la section « Notes et références ».
Le Mystère Fulcanelli est un roman d'Henri Lœvenbruck paru en 2013.

## Résumé
Vers 2012, Caillol est tué en décryptant un tableau dans une église de Séville. À Paris, Cédric, brigadier, questionne Ari, ésotériste, ancien flic, sur Fulcanelli, alchimiste du 20e puis lui présente Gabriella Mazzoleni dont le père, féru d'ésotérisme, vient d'être tué et son carnet de Fulcanelli a disparu. Ari apprend que Caillol est mort à Séville et dit à Cédric qu'un tableau y avait le nom d'un livre non publié de Fulcanelli. Gabriella paye Ari pour enquêter et le dit à Cédric qui trouve que Caillol a tué Mazzoleni. Ari trouve que le tableau renvoie à Jersey. Il y va, trouve le carnet de Fulcanelli. De retour, il prouve que Gabriella a payé Caillol pour tuer son père et la livre à Cédric.